# Siphona lacrymans
Siphona lacrymans är en tvåvingeart som beskrevs av Louis-Paul Mesnil 1954. Siphona lacrymans ingår i släktet Siphona och familjen parasitflugor. Inga underarter finns listade i Catalogue of Life.